# Wahlkreis Ilm-Kreis I
Der Wahlkreis Ilm-Kreis I (Wahlkreis 22) ist ein Landtagswahlkreis in Thüringen.
Er umfasst vom Ilm-Kreis die Gemeinden Elgersburg, Großbreitenbach, Ilmenau, Martinroda.

## Landtagswahl 2024
| Landtagswahl in Thüringen 2024 – WK Ilm-Kreis IZweitstimmen %403020100 33,5 %22,2 %15,0 %14,5 %5,7 %4,1 %1,2 %1,0 %0,9 %1,9 % AfDCDUBSWLinkeSPDGrüneFWTier. hierFDPSonst.Gewinne und Verlusteim Vergleich zu 2019 %p 16 14 12 10 8 6 4 2 0 −2 −4 −6 −8−10−12−14−16−18−20+9,4 %p+1,8 %p+15,0 %p−18,6 %p−1,6 %p−1,5 %p+1,2 %p+0,1 %p−3,4 %p−2,4 %pAfDCDUBSWLinkeSPDGrüneFWTier. hierFDPSonst. |

| Gegenstand der Nachweisung   | Gegenstand der Nachweisung | Erst- stimmen | Erst- stimmen | Zweit- stimmen | Zweit- stimmen |
| Bewerber                     | Partei                     | Anzahl        | %             | Anzahl         | %              |
| ---------------------------- | -------------------------- | ------------- | ------------- | -------------- | -------------- |
| Wahlberechtigte              | Wahlberechtigte            | 35.829        | 35.829        | 35.829         | 35.829         |
| Wähler                       | Wähler                     | 27.051        | 27.051        | 27.051         | 75,5           |
| Ungültige Stimmen            | Ungültige Stimmen          | 296           | 1,1           | 176            | 0,7            |
| Gültige Stimmen              | Gültige Stimmen            | 26.755        | 98,9          | 26.875         | 99,3           |
| davon                        |                            |               |               |                |                |
| Christian Schaft             | DIE LINKE                  | 3.381         | 12,6          | 3.907          | 14,5           |
| Jens Dietrich                | AfD                        | 9.497         | 35,5          | 9.010          | 33,5           |
| Andreas Bühl                 | CDU                        | 10.583        | 39,6          | 5.976          | 22,2           |
| Maximilian Reichel-Schindler | SPD                        | 1.364         | 5,1           | 1.520          | 5,7            |
| Madeleine Henfling           | GRÜNE                      | 895           | 3,3           | 1.098          | 4,1            |
| Martin Mölders               | FDP                        | 246           | 0,9           | 253            | 0,9            |
|                              | TIERSCHUTZ hier!           |               |               | 263            | 1,0            |
|                              | ÖDP / Familie ..           | 30            | 0,1           |                |                |
|                              | PIRATEN                    | 118           | 0,4           |                |                |
|                              | MLPD                       | 27            | 0,1           |                |                |
|                              | BÜNDNIS DEUTSCHLAND        | 109           | 0,4           |                |                |
|                              | BSW                        | 4.043         | 15,0          |                |                |
|                              | FAMILIE                    | 100           | 0,4           |                |                |
| Mathis Nicolai               | FREIE WÄHLER               | 789           | 2,9           | 324            | 1,2            |
|                              | WU                         |               |               | 97             | 0,4            |

## Landtagswahl 2019
Die Landtagswahl fand am 27. Oktober 2019 statt.
| Direktkandidat      | Partei                         | Wahlkreisstimmen in % | Landesstimmen in % |
| ------------------- | ------------------------------ | --------------------- | ------------------ |
| Andreas Bühl        | CDU                            | 33,3                  | 20,4               |
| Christian Schaft    | DIE LINKE                      | 28,0                  | 33,1               |
| –                   | SPD                            | –                     | 7,3                |
| Jens Dietrich       | AfD                            | 25,2                  | 24,1               |
| Madeleine Henfling  | GRÜNE                          | 9,4                   | 5,6                |
| –                   | NPD                            | –                     | 0,3                |
| Tim Wagner          | FDP                            | 3,7                   | 4,3                |
| –                   | PIRATEN                        | –                     | 0,4                |
| –                   | Die PARTEI                     | –                     | 1,6                |
| –                   | KPD                            | –                     | 0,0                |
| –                   | TIERSCHUTZ hier!               | –                     | 0,9                |
| –                   | BGE                            | –                     | 0,2                |
| –                   | DIE DIREKTE!                   | –                     | 0,2                |
| –                   | Blaue #Team Petry Thüringen    | –                     | 0,1                |
| –                   | Graue Panther                  | –                     | 0,5                |
| –                   | MLPD                           | –                     | 0,2                |
| –                   | ÖDP                            | –                     | 0,3                |
| –                   | Gesundheitsforschung           | –                     | 0,4                |
| Ernesto Heidenreich | Internationalistisches Bündnis | 0,3                   | –                  |

## Landtagswahl 2014
Bei der Landtagswahl in Thüringen 2014 traten folgende Kandidaten an:
| Name                              | Partei    | Anteil der Erststimmen |
| --------------------------------- | --------- | ---------------------- |
| Andreas Bühl                      | CDU       | 36,6 %                 |
| Eckhardt Bauerschmidt             | Die Linke | 36,4 %                 |
| Stefan Sandmann                   | SPD       | 11,2 %                 |
| Heike von Sternfeld               | FDP       | 2,7 %                  |
| Madeleine Henfling                | GRÜNE     | 8,0 %                  |
| Michael Ranft                     | NPD       | 5,1 %                  |
| Wahlberechtigte: 43.785 Einwohner |           |                        |
| Wahlbeteiligung: 55,1 %           |           |                        |

## Landtagswahl 2009
Bei der Landtagswahl in Thüringen 2009 traten folgende Kandidaten an:
| Name                              | Partei                 | Anteil der Erststimmen |
| --------------------------------- | ---------------------- | ---------------------- |
| Beate Misch                       | CDU                    | 27,6 %                 |
| Petra Enders                      | Die Linke              | 40,0 %                 |
| Frank Juffa                       | SPD                    | 11,7 %                 |
| Madeleine Henfling                | GRÜNE                  | 5,1 %                  |
| Ingo Stöckel                      | FDP                    | 5,3 %                  |
| Rainer Röhner                     | Freie Wähler Thüringen | 6,0 %                  |
| Boris Maier                       | NPD                    | 4,2 %                  |
| Wahlberechtigte: 46.261 Einwohner |                        |                        |
| Wahlbeteiligung: 58,3 %           |                        |                        |

## Landtagswahl 2004
Bei der Landtagswahl in Thüringen 2004 traten folgende Kandidaten an:
| Name                              | Partei | Anteil der Erststimmen |
| --------------------------------- | ------ | ---------------------- |
| Siegfried Jaschke                 | CDU    | 44,5 %                 |
| Petra Enders                      | PDS    | 34,5 %                 |
| Karin Rossmann                    | SPD    | 15,5 %                 |
| Matthias Schlegel                 | Grüne  | 5,5 %                  |
| Wahlberechtigte: 47.762 Einwohner |        |                        |
| Wahlbeteiligung: 56,9 %           |        |                        |

## Landtagswahl 1999
Bei der Landtagswahl in Thüringen 1999 traten folgende Kandidaten an:
| Name                              | Partei | Anteil der Erststimmen |
| --------------------------------- | ------ | ---------------------- |
| Siegfried Jaschke                 | CDU    | 53,9 %                 |
| Andreas Enkelmann                 | SPD    | 18,5 %                 |
| Eckhard Bauerschmidt              | PDS    | 22,2 %                 |
| Bernd Hornaff                     | GRÜNE  | 1,9 %                  |
| Frank Jahn                        | REP    | 2,4 %                  |
| Hans-Joachim Wienröder            | FDP    | 1,2 %                  |
| Wahlberechtigte: 48.170 Einwohner |        |                        |
| Wahlbeteiligung: 64,9 %           |        |                        |

## Bisherige Abgeordnete
Direkt gewählte Abgeordnete des Wahlkreises Ilm-Kreis I waren:
| Jahr | Name              | Partei    | Anteil der Erststimmen |
| ---- | ----------------- | --------- | ---------------------- |
| 2019 | Andreas Bühl      | CDU       | 33,3 %                 |
| 2014 | Andreas Bühl      | CDU       | 36,6 %                 |
| 2009 | Petra Enders      | Die Linke | 40,0 %                 |
| 2004 | Siegfried Jaschke | CDU       | 44,5 %                 |
| 1999 | Siegfried Jaschke | CDU       | 53,9 %                 |
| 1994 | Siegfried Jaschke | CDU       | 44,9 %                 |